# Oncaea ovalis
Oncaea ovalis är en kräftdjursart som beskrevs av Shmeleva 1966. Oncaea ovalis ingår i släktet Oncaea och familjen Oncaeidae. Inga underarter finns listade i Catalogue of Life.